# Sc Heerenveen in het seizoen 2015/16 (mannen)
Deze pagina geeft diverse statistieken van voetbalclub sc Heerenveen van het seizoen 2015/2016. Heerenveen speelt dit seizoen in de Eredivisie en doet mee in de strijd om de KNVB beker.  De ploeg werd voor het tweede jaar op rij gecoacht door Dwight Lodeweges. Op 20 oktober 2015 legde Dwight Lodeweges zijn functie als coach van sc Heerenveen per direct neer. Foppe de Haan zou als interim-manager fungeren tot de club een vervanger zou hebben aangesteld. Op 11 december 2015 werd bekendgemaakt dat Foppe de Haan hoofdtrainer zou blijven tot het einde van het seizoen.

## Selectie
| No.           | Naam                  | Nationaliteit | Geboortedatum | Vorige club                             |
| ------------- | --------------------- | ------------- | ------------- | --------------------------------------- |
| Keepers       |                       |               |               |                                         |
| 1             | Erwin Mulder          | Nederland     | 03-03-1989    | Feyenoord                               |
| 30            | Wieger Sietsma        | Nederland     | 11-07-1995    | FC Groningen                            |
| 33            | Maarten de Fockert    | Nederland     | 20-03-1995    | Feyenoord                               |
| Verdedigers   |                       |               |               |                                         |
| 2             | Pelé van Anholt       | Nederland     | 23-04-1991    | FC Emmen (verhuur) / eigen jeugd        |
| 3             | Kenneth Otigba        | Nigeria       | 29-08-1992    | eigen jeugd                             |
| 4             | Joost van Aken        | Nederland     | 13-05-1994    | eigen jeugd                             |
| 5             | Lucas Bijker          | Nederland     | 04-03-1993    | SC Cambuur                              |
| 6             | Stefano Marzo         | België        | 22-03-1991    | Beerschot AC                            |
| 12            | Doke Schmidt          | Nederland     | 07-04-1992    | Go Ahead Eagles (verhuur) / eigen jeugd |
| 14            | Robert van Koesveld   | Nederland     | 24-01-1995    | AFC Ajax                                |
| 16            | Jerry St. Juste       | Nederland     | 19-10-1996    | eigen jeugd                             |
| 22            | Caner Cavlan          | Nederland     | 05-02-1992    | De Graafschap                           |
| 25            | Willem Huizing        | Nederland     | 01-02-1995    | eigen jeugd                             |
| 32            | Joris Voest           | Nederland     | 08-01-1995    | eigen jeugd                             |
| 38            | Rannick Schoop        | Curaçao       | 25-09-1996    | eigen jeugd                             |
| Middenvelders |                       |               |               |                                         |
| 8             | Morten Thorsby        | Noorwegen     | 05-05-1996    | Stabæk Fotball                          |
| 10            | Simon Thern           | Zweden        | 18-09-1992    | Malmö FF                                |
| 17            | Branco van den Boomen | Nederland     | 21-07-1995    | FC Eindhoven                            |
| 18            | Younes Namli          | Denemarken    | 20-06-1994    | AB                                      |
| 21            | Joey van den Berg     | Nederland     | 03-02-1986    | PEC Zwolle                              |
| 23            | Jordy ter Borgh       | Nederland     | 05-05-1994    | Fortuna Sittard                         |
| 34            | Rewan Amin            | Nederland     | 08-01-1996    | eigen jeugd                             |
| Aanvallers    |                       |               |               |                                         |
| 7             | Luciano Slagveer      | Nederland     | 10-04-1993    | eigen jeugd                             |
| 9             | Mitchell te Vrede     | Nederland     | 07-08-1991    | Feyenoord                               |
| 11            | Sam Larsson           | Zweden        | 10-04-1993    | IFK Göteborg                            |
| 13            | Arber Zeneli          | Zweden        | 25-02-1995    | IF Elfsborg                             |
| 15            | Luka Zahovic          | Slovenië      | 15-11-1995    | NK Maribor                              |
| 20            | Henk Veerman          | Nederland     | 26-02-1991    | FC Volendam                             |
| 28            | Pascal Huser          | Nederland     | 17-04-1995    | MVV Maastricht (verhuur) / eigen jeugd  |

## Wedstrijden

### Oefenwedstrijden
| oefenwedstrijd | VV Buitenpost                                                                      | 0 - 9 (0 - 4)                                         | sc Heerenveen | Opstelling sc Heerenveen: |
| do. 2 juli 2015 Aanvangstijd: 19:30 uur Plaats: Buitenpost Sportpark 'De Swadde'                                                 |                                                                                    | 0 - 1 0 - 2 0 - 3 0 - 4 0 - 5 0 - 6 0 - 7 0 - 8 0 - 9 | 8' Luciano Slagveer 25' Joris Voest 31' Stefano Marzo 35' Morten Thorsby 56' Younes Namli 63' Younes Namli 72' Younes Namli 73' Joey van den Berg 86' Younes Namli | Eerste helft: Sietsma; Marzo, St. Juste, Van Koesveld, Voest, Bijker, Thern, Van den Boomen; Slagveer, Huser, Thorsby Tweede helft: Sietsma; Van Anholt, Otigba, Gartenmann, Huizing; De Roon, Van den Berg, Schoop; Cavlan, Veerman, Namli       |
| oefenwedstrijd | VVOG                                                                               | 2 - 3 (1 - 1)                                         | sc Heerenveen | Opstelling sc Heerenveen: |
| vr. 3 juli 2015 Aanvangstijd: 19:30 uur Plaats: Harderwijk Sportpark 'De Strokel'                                                | VVOG 38' (pen.) VVOG 84'                                                           | 0 - 1 1 - 1 1 - 2 1 - 3 2 - 3                         | 6' Pascal Huser 55' Pelé van Anholt 65' Rannick Schoop | Eerste helft: De Fockert; Marzo, Huizing, St. Juste, Voest; Van den Boomen, Van den Berg, Amin; Slagveer, Huser, Cavlan Tweede helft: De Fockert; Van Anholt, Otigba, Gartenmann, Bijker; Schoop, Thern, De Roon; Thorsby, Veerman, Namli         |
| oefenwedstrijd | sc Heerenveen                                                                      | 0 - 0 (0 - 0)                                         | Motherwell FC | Opstelling sc Heerenveen: |
| do. 9 juli 2015 Aanvangstijd: 19:00 uur Plaats: Langezwaag Sportpark 't Paradyske                                                |                                                                                    |                                                       | | De Fockert; Van Anholt (70' Marzo), St Juste (70' van Koesveld), Bijker (70' Voest), Cavlan; Van den Boomen (70' Schoop), Van den Berg (46' Thorsby), Thern (70' Amin); Slagveer, Veerman (70' Huizing), Namli (70' Gartenmann)                   |
| oefenwedstrijd | sc Heerenveen                                                                      | 4 - 1 (1 - 0)                                         | FC Volendam | Opstelling sc Heerenveen: |
| za. 11 juli 2015 Aanvangstijd: 19:00 uur Plaats: Koudum ”De Sandobbe”                                                            | Henk Veerman 31' Rannick Schoop 63' Luciano Slagveer 86' Branco van den Boomen 90' | 1 - 0 1 - 1 2 - 1 3 - 1 4 - 1                         | 58' Dylan Mertens | De Fockert; Marzo (46' van Anholt), Gartenmann (70' St. Juste), Bijker (46' Thorsby), van Koesveld; van den Berg (46' Namli), Amin (70' van den Boomen), Huizing; Schoop (70' Thern), Veerman (46' Slagveer), Voest (70' Cavlan)                  |
| oefenwedstrijd | sc Heerenveen                                                                      | 1 - 0 (0 - 0)                                         | MVV Maastricht | Opstelling sc Heerenveen: |
| vr. 17 juli 2015 Aanvangstijd: 19:00 uur Plaats: Oosterend Sportpark Skoalleseize                                                | Luciano Slagveer 71'                                                               | 1 - 0                                                 | | Mulder; Cavlan, Bijker, Otigba, Marzo; Thern, van den Berg (67. Kada), van den Boomen; Slagveer, Veerman, Thorsby (46. Van Anholt) |
| oefenwedstrijd | sc Heerenveen                                                                      | 1 - 1 (0 - 1)                                         | Almere City FC | Opstelling sc Heerenveen: |
| di. 21 juli 2015 Aanvangstijd: 19:00 uur Plaats: Wijnjewoude Sportpark Tusken de Wâllen                                          | Younes Namli 65'                                                                   | 0 - 1 1 - 1                                           | 40' Norair Aslanyan | de Fockert; van Koesveld, Huizing, Gartenmann, Voest; Amin, Kada, Schoop; Larsson (46. Namli), Thorsby, van Amersfoort (85. Vlap) |
| oefenwedstrijd | sc Heerenveen                                                                      | 2 - 0 (1 - 0)                                         | Baniyas SC | Opstelling sc Heerenveen: |
| za. 25 juli 2015 Aanvangstijd: 19:00 uur Plaats: Langezwaag Sportpark 't Paradyske                                               | Simon Thern 41' Luciano Slagveer 90'                                               | 1 - 0 2 - 0                                           | | Mulder; van Anholt (30. Huizing), Bijker, St. Juste, Cavlan; van den Boomen, van den Berg, Thern; Slagveer, Veerman (46. Namli), Larsson (75. Kada)                                                                                               |
| oefenwedstrijd | sc Heerenveen                                                                      | 0 - 1 (0 - 0)                                         | Real Mallorca | Opstelling sc Heerenveen: |
| za. 1 augustus 2015 Aanvangstijd: 19:30 uur Plaats: Heerenveen Abe Lenstra Stadion Toeschouwers: - Scheidsrechter: Dennis Higler |                                                                                    | 0 - 1                                                 | 49' Adolfo Enriquez | Mulder; Marzo, Bijker, St. Juste, Cavlan; van den Boomen, van den Berg, Thern; Slagveer (24. Kada), Veerman, Namli 50' van den Boomen 53',60' Otigba                                                                                              |
| oefenwedstrijd | SC Telstar                                                                         | 0 - 4 (0 - 3)                                         | sc Heerenveen | Opstelling sc Heerenveen: |
| za. 9 januari 2016 Aanvangstijd: 15:00 uur Plaats: Velsen-Zuid Telstar Stadion Toeschouwers: - Scheidsrechter: -                 |                                                                                    | 0 - 1 0 - 2 0 - 3 0 - 4                               | 23' Henk Veerman 32' (e.d.) Edo Knol 41' Sam Larsson 76' Mitchell te Vrede                                                                                         | Mulder (58' De Fockert), van Anholt (60' Marzo), van den Berg, Otigba, Bijker (60' Van Aken); Thorsby (45' Slagveer), van den Boomen, Cavlan (69' Huizing); Zeneli, Veerman (46' Te Vrede), Larsson (60' Zahovic) 20' van den Boomen 70' van Aken |

### Eredivisie
| Nr. | Naam                                 | Goal |
| --- | ------------------------------------ | ---- |
| 1   | Te Vrede                             | 10   |
| 2   | Veerman Larsson                      | 6    |
| 3   | Slagveer                             | 5    |
| 4   | Zeneli                               | 4    |
| 5   | Thern Otigba                         | 3    |
| 6   | v.d. Berg                            | 2    |
| 7   | Cavlan Thorsby v.d. Boomen St. Juste | 1    |
|     | eigen doelpunt tegenstander          | 3    |

| Nr. | Naam                            | Assists |
| --- | ------------------------------- | ------- |
| 1   | Larsson                         | 8       |
| 2   | Slagveer                        | 5       |
| 3   | Veerman v.d. Boomen             | 3       |
| 4   | van Aken Bijker v.d. Berg       | 2       |
| 5   | van Anholt Marzo Thorsby Zeneli | 1       |

| Nr. | Naam                                                  | Kreeg geel |
| --- | ----------------------------------------------------- | ---------- |
| 1   | Bijker                                                | 10         |
| 2   | v.d. Berg                                             | 8          |
| 3   | Marzo Otigba                                          | 6          |
| 4   | van Anholt Mulder St. Juste                           | 4          |
| 5   | v.d. Boomen Thorsby van Aken Te Vrede Slagveer Cavlan | 3          |
| 6   | Thern Veerman                                         | 2          |
| 7   | Larsson                                               | 1          |

| Nr. | Naam      | Weggestuurd |
| --- | --------- | ----------- |
| 1   | v.d. Berg | 2           |
| 2   | van Aken  | 1           |

Positie per speelronde
| 2 |

| 7 |

| 8 |

| 8 |

| 11 |

| 11 |

| 12 |

| 13 |

| 15 |

| 15 |

| 14 |

| 12 |

| 12 |

| 11 |

| 11 |

| 10 |

| 11 |

| 12 |

| 12 |

| 11 |

| 11 |

| 11 |

| 12 |

| 12 |

| 11 |

| 12 |

| 13 |

| 13 |

| 13 |

| 11 |

| 12 |

| 12 |

| 12 |

| 12 |

| Legenda  |                                                           |
| Plaats:  | Kwalificatie voor:                                        |
| 1        | Groepsfase Champions League                               |
| 2        | Derde voorronde, voor niet kampioenen Champions League    |
| 3        | Play-offs ronde Europa League                             |
| 4 t/m 7  | Play-offs voor de derde voorronde Europa League           |
| 8 t/m 15 | –                                                         |
| 16 & 17  | Play-offs tegen degradatie naar de Eerste divisie         |
| 18       | Degradatie naar de Eerste divisie                         |
| Symbool: | Betekenis:                                                |
| Gestegen | Plaats(en) gestegen ten opzichte van vorige speelronde    |
| Stabiel  | Plaats gelijk gebleven ten opzichte van vorige speelronde |
| Gedaald  | Plaats(en) gezakt ten opzichte van vorige speelronde      |

### KNVB beker
| Nr. | Naam                        | Goal |
| --- | --------------------------- | ---- |
| 1   | Veerman                     | 2    |
|     | eigen doelpunt tegenstander | 1    |

| Nr. | Naam           | Assists |
| --- | -------------- | ------- |
| 1   | Larsson Cavlan | 1       |

| Nr. | Naam                            | Kreeg geel |
| --- | ------------------------------- | ---------- |
| 1   | Bijker Mulder Veerman St. Juste | 1          |

| Nr. | Naam              | Weggestuurd |
| --- | ----------------- | ----------- |
| 1   | Veerman v.d. Berg | 1           |

## Transfers

### Aangetrokken
| Speler                | Vorige club    | Contract tot | Bijzonderheden |
| --------------------- | -------------- | ------------ | -------------- |
| Pascal Huser          | MVV Maastricht | 2016         | was verhuurd   |
| Jens Jurn Streutker   | MVV Maastricht | 2015+1       | was verhuurd   |
| Thomas Dalgaard       | Odense BK      | 2017         | was verhuurd   |
| Wieger Sietsma        | FC Groningen   | 2018+2       | transfervrij   |
| Lucas Bijker          | SC Cambuur     | 2017+1       | transfervrij   |
| Branco van den Boomen | FC Eindhoven   | 2018+1       |                |
| Caner Cavlan          | De Graafschap  | 2018+2       | € 300.000      |
| Erwin Mulder          | Feyenoord      | 2017         | transfervrij   |
| Luka Zahovic          | NK Maribor     | 2018+2       | € 700.000      |
| Mitchell te Vrede     | Feyenoord      | 2017+1       | € 500.000      |

| Speler          | Vorige club     | Contract tot | Bijzonderheden |
| --------------- | --------------- | ------------ | -------------- |
| Arber Zeneli    | IF Elfsborg     | 2019         | € 2.000.000    |
| Jordy ter Borgh | Fortuna Sittard | 2016         | transfervrij   |

### Vertrokken
| Speler               | Nieuwe club         | Bijzonderheden              |
| -------------------- | ------------------- | --------------------------- |
| Michael Chacón       | FC Dordrecht        | contract niet verlengd      |
| Lerin Duarte         | AFC Ajax            | optie tot koop niet gelicht |
| Robin Kist           | VV SWZ Boso Sneek   | contract niet verlengd      |
| Jens Jurn Streutker  | FC Emmen            | contract niet verlengd      |
| Mark Uth             | TSG 1899 Hoffenheim | € 2.200.000                 |
| Kristoffer Nordfeldt | Swansea City AFC    | € 850.000                   |
| Janio Bikel          | NEC Nijmegen        | transfervrij                |
| Thomas Dalgaard      | SonderjyskE         | contract ontbonden          |
| Viktor Noring        | Lyngby BK           |                             |
| Marten de Roon       | Atalanta Bergamo    | € 1.300.000                 |

| Speler      | Nieuwe club     | Bijzonderheden     |
| ----------- | --------------- | ------------------ |
| Jordy Buijs | Roda JC         | contract ontbonden |
| Tarik Kada  | Heracles Almelo |                    |

### Verhuur
| Speler               | Nieuwe club    | Bijzonderheden |
| -------------------- | -------------- | -------------- |
| Szabolcs Varga       | MTK Boedapest  |                |
| Stephen Warmolts     | Helmond Sport  |                |
| Pelle van Amersfoort | Almere City FC |                |

| Speler | Nieuwe club | Bijzonderheden |
| ------ | ----------- | -------------- |